# Julius Gös (Landrat)
Julius Karl Gustav Gös (* 20. September 1869 in Tübingen; † 28. April 1959 ebenda) war ein württembergischer Oberamtmann und Landrat.

## Leben und Wirken
Der Sohn des Tübinger Oberbürgermeisters Julius Gös studierte Jura in Tübingen und legte 1893 und 1895 die höheren Verwaltungsdienstprüfungen ab. Er war Mitglied der Burschenschaft Palatia Tübingen im ADB, der heutigen Alten Turnerschaft Palatia Tübingen. Von 1897 bis 1903 war er Amtmann beim Oberamt Schorndorf. 1905 erhielt er eine Stelle als planmäßiger Assessor bei der Regierung des Schwarzwaldkreises und erhielt dort 1906 den Titel Oberamtmann. 1910 übertrug man ihm die Leitung des Oberamts Künzelsau. Ab 1917 leitete er als Oberamtmann das Oberamt Calw und ab 1924 das Oberamt Tübingen. 1928 änderte sich seine Dienstbezeichnung in Landrat. Zum 30. Juni 1934 erfolgte auf Antrag krankheitshalber seine vorzeitige Zurruhesetzung.

## Familie
Julius Gös war verheiratet mit Elise Karoline geb. Roller. Sein 1900 in Schorndorf geborener Sohn Hans Julius Gös, evangelischer Stadtpfarrer, heiratete 1931 in Stuttgart Hella Klatte, die Tochter des Architekten Werner Klatte.